# Małopolski Wyścig Górski 2016
54. edycja kolarskiego Małopolskiego Wyścigu Górskiego odbywała się od 10 do 12 czerwca 2016 roku. Wyścig liczył 3 etapy, o łącznym dystansie 437 km. Wyścig figurował w kalendarzu cyklu UCI Europe Tour, posiadając kategorię UCI 2.2.

## Uczestnicy
Lista drużyn uczestniczących w wyścigu:
| Numery  | Kod | Drużyna                                   |
| ------- | --- | ----------------------------------------- |
| 2-5     | ADM | Adria Mobil                               |
| 11-16   | CCC | CCC Sprandi Polkowice                     |
| 21-26   | VAT | Verva ActiveJet                           |
| 31-36   | TCT | Tuşnad Cycling Team                       |
| 41-46   |     | Reprezentacja Polski w kolarstwie torowym |
| 51-56   | WIB | Team Wibatech Fuji                        |
| 61-66   | DSP | Domin Sport                               |
| 71-76   | RIW | Riwal Platform Cycling Team               |
| 81-86   | MCC | Minsk Cycling Club                        |
| 91-96   | KLC | Kolss BDC Team                            |
| 101-106 | JBG | JBG-2                                     |
| 111-116 | KED | Ked-Stevens Berlin                        |

| Numery  | Kod | Drużyna                          |
| ------- | --- | -------------------------------- |
| 121-126 | SOK | Speeder Cycling Team             |
| 131-136 | TAR | Tarnovia Tarnowo Podgórne        |
| 141-146 | DRR | De Rosa Rybnik                   |
| 151-156 | PST | P&S Team Thuringen               |
| 161-166 | CLG | TC Chrobry Scott Głogów          |
| 171-176 | VOS | Voster Cycling Team              |
| 181-186 | FRI | Cycling Team Friuli A.S.D.       |
| 191-194 |     | Reprezentacja Regionu Centrum    |
| 201-205 |     | Reprezentacja Regionu Małopolska |
| 221-226 | BSS | Team Basso-Bikes                 |
| 231-235 | KRI | Krismar Big Silvant War-m        |

## Etapy
| Etap | Data       | Start – Meta                     | km  | Typ         | Zwycięzca etapu  | Lider          |
| ---- | ---------- | -------------------------------- | --- | ----------- | ---------------- | -------------- |
| 1.   | 10 czerwca | Trzebinia – Alwernia             | 140 | Pagórkowaty | Dariusz Batek    | Dariusz Batek  |
| 2.   | 11 czerwca | Niepołomice – Nowy Targ          | 151 | Pagórkowaty | Mateusz Komar    | Dariusz Batek  |
| 3.   | 12 czerwca | Chochołowskie Termy – Stary Sącz | 146 | Pagórkowaty | Marek Rutkiewicz | Mateusz Taciak |

## Klasyfikacja generalna
| M-ce | Imię i nazwisko    | Kraj      | Drużyna                    | Czas        |
| ---- | ------------------ | --------- | -------------------------- | ----------- |
| 1.   | Mateusz Taciak     | Polska    | CCC Sprandi Polkowice      | 10h 08' 00" |
| 2.   | Andrii Bratashchuk | Ukraina   | Kolss BDC Team             | + 11"       |
| 3.   | Domen Novak        | Słowenia  | Adria Mobil                | + 1' 02"    |
| 4.   | Marek Rutkiewicz   | Polska    | Team Wibatech Fuji         | + 1' 13"    |
| 5.   | Davide Rebellin    | Włochy    | CCC Sprandi Polkowice      | + 1' 25"    |
| 6.   | Matteo Fabbro      | Włochy    | Cycling Team Friuli A.S.D. | + 1' 36"    |
| 7.   | Łukasz Owsian      | Polska    | CCC Sprandi Polkowice      | + 1' 46"    |
| 8.   | Dariusz Batek      | Polska    | Team Wibatech Fuji         | + 2' 41"    |
| 9.   | Roberto Giacobazzi | Włochy    | Cycling Team Friuli A.S.D. | + 2' 50"    |
| 10.  | Radoslav Rogina    | Chorwacja | Adria Mobil                | + 3' 24"    |